# Jarloch
Opat Jarloch (německy Gerlach, O.Praem.; 1. listopadu 1165, Porýní – 1228, Milevsko) byl český kronikář a první opat milevského kláštera, jeden z tzv. pokračovatelů Kosmových.

## Život

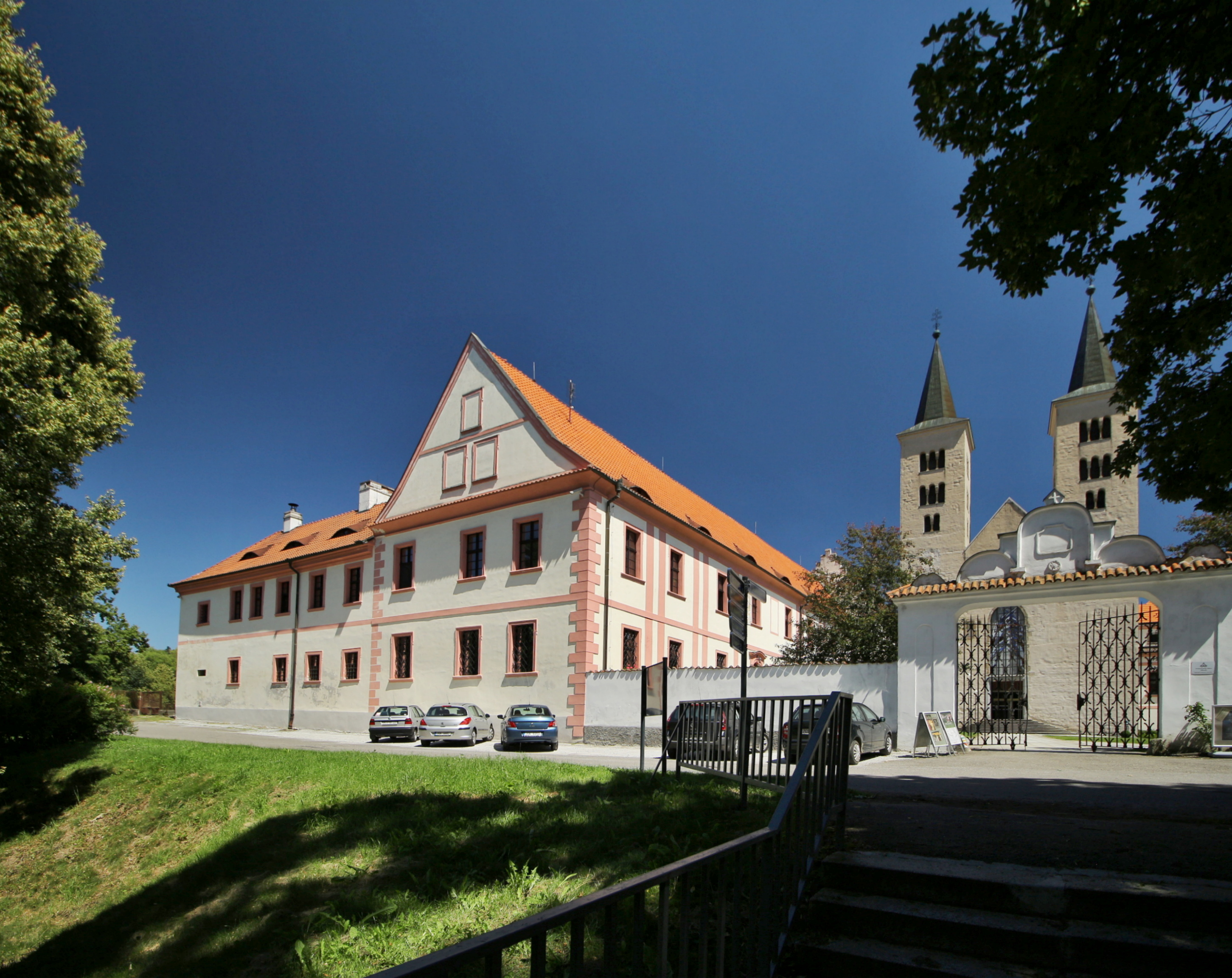
Klášter v Milevsku

Jarloch se narodil roku 1165 v německém Porýní. Ve svých devítil letech byl poslán do Würzburku. Odtud byl zřejmě roku 1177 povolán opatem Gottschalkem do Želivského kláštera, kde vstoupil do premonstrátského řádu. 25. února 1184 byl rukou pražského biskupa Jindřicha Břetislava vysvěcen na jáhna a o rok později, ve věku 21 let, byl vysvěcen na kněze. Následujícího roku 1187 byl jmenován prvním opatem premonstrátského kláštera v Milevsku, o jehož založení se zasloužil již roku 1184. V roce 1197 opat Jarloch doprovázel fundátora kláštera Jiřího z Milevska na cestě do Prahy. Poté je Jarloch ještě několikrát uváděn v písemnostech do roku 1221.
Jarloch byl velmi vzdělaný. Kromě svých zásluh o vznik a fungování milevského kláštera se zapsal do českých dějin také jako významný kronikář. Je autorem tzv. Letopisu Jarlochova, kterým navázal na dílo kronikáře Vincentia Pražského († 1167), kaplana pražského biskupa Daniela I., a ve kterém popsal dějiny českých zemí od roku 1167 do roku 1198, předpokládané pokračování bylo ztraceno. Přibližně třetinu letopisu tvoří hagiografie (legendy o životech svatých), ale popisuje v něm mj. také zprávu Ansberta císaři Bedřichovi o křížové výpravě, která se v jiných pramenech nedochovala. Letopis je obsažen v kodexu pojmenovaném Rukopis milevský, který je uložen v knihovně na Strahově.
Podle údajů kronikáře Václava Hájka z Libočan zemřel opat Jarloch v roce 1228 v Milevsku a byl zde pohřben. V roce 1420 byl klášter přepaden husity, jeho tělo bylo odneseno na Zvíkov, kde byl pohřben na neznámém místě.